# Parque nacional de la Isla North Button
El parque nacional de la Isla North Button es un parque nacional en las islas de Andamán de la India. El parque tiene alrededor de 114 kilómetros cuadrados de extensión. Queda a 60 km de la ciudad más cercana de Long Island y el aeropuerto más próximo está en Port Blair que queda a 200 km del parque. Port Blair conecta, a través de vuelos regulares, con las ciudades indias de Calcuta, Madrás y Vishakhapatnam. 
El parque nacional se estableció en 1979. Los mejores meses para visitarlo es de diciembre a marzo, pues de junio a octubre son meses lluviosos. Las actividades turísticas que se pueden desarrollar aquí son principalmente submarinismo y snorkel.
Entre las especies que se pueden encontrar aquí, destaca el dudongo y los delfines, habiendo también ejemplares de varano acuático. Peces que se pueden encontrar en estas aguas son Lutjanus gibbus y mero gigante.